# Charris Rozemalen
Charris Rozemalen (Breukelen, 16 april 1991) is een Nederlandse handbalster die uitkomt in de Franse competitie voor Toulon St-Cyr Var Handball.